# おきのどくさまウィルス
おきのどくさまウィルスは、井上夢人の小説『パワー・オフ』に登場する架空のコンピュータウイルス。ステルス技術で暗号化されており、しかも感染・複製のたびに暗号化のパターンが変化するため検出が難しいという設定になっている（実在するプログラムとしては、1992年にブルガリアで開発された「ミューテーションエンジン」等、そのようなウイルスが存在した（ポリモルフィックコードを参照）。ウイルス検出ソフトウェアのメーカは、単純なパターン一致検出ではない高度な検出手法を開発し対応した）。

## 概要

### 第一世代
Windows（3.1以前のもの）に感染する。コンピュータの操作中にある条件が重なると発動し、CPUを完全にのっとって「おきのどくさま。このコンピューターはウイルスに感染しました」というメッセージをしばらく表示する。もともと売れないソフトウエアメーカーが自作自演でもうけるために開発したウイルスであるため、それ以上は特に実害のないウイルスのはずだったが、工業高校の実習中に電動ドリルの制御コンピュータが感染していたため、故障と勘違いして調べようとした生徒の手にドリルが刺さるという事故を引き起こし有名になってしまった。騒ぎが大きくなる頃に「ウイルス・スローター」という名称でウイルス駆除キットが発売されている。さらに工業高校での事件にショックを受けたウイルス作者（自作自演をしたソフトウエアメーカーにつとめるプログラマー）によって無料の駆除ソフトが配布されたことで、騒ぎは沈静化した。オリジナルのウイルスはオンラインソフト（アーカイバやゲーム）を通じて配布され、工業高校の場合は生徒が勝手にダウンロードしたゲームが媒介となっていた。なお「おきのどくさまウィルス」の名は、表示されるメッセージにちなんで命名された。

### 第二世代
初代「おきのどくさま」が人工生命アルゴリズム実験用コンピュータ“Y”にサンプルとして投入されたことで生み出された改良版。なお第一世代のウイルス作者は第二世代以降の改良には基本的に関与していない。もはや第一世代とは別物といえる凶悪な代物であり、感染したマシン上にある全データを消した上で起動不能にしてしまう。さらにワームとして自己感染活動をおこなう（感染直前に大規模なポートスキャンをするのが特徴である。）ほか、感染先のOSに合わせて自己を改変する能力ももつ。このため世界中のあらゆるコンピュータへと無限に感染を拡大し、世界中のコンピュータを破壊する恐れもでてきた。唯一の解決策は「全てのコンピュータの電源をオフにすること」とまで言われ、これが小説のタイトルの由来でもある。結局、この第二世代の「おきのどくさま」をもう一台の人工生命アルゴリズム実験用コンピュータ“J”に投入することで駆除ソフトが開発され、事態は収束に向かった。

### 第三世代以降の亜種
駆除ソフトの登場を検知し、これを取り込むことで“Y”によって再度進化され生み出されたのが第三世代の「おきのどくさま」である。“J”もこれに対応して駆除ソフトを進化させ、以降は“Y”と“J”がいたちごっこのようにウイルスと駆除ソフトを進化させ続けている。その結果、「おきのどくさま」ウイルスは駆除されることを避け自らの子孫を残し続けるための戦略として「めだたない」ことを選択していった。このため、その後も「おきのどくさま」および駆除ソフトは高度に進化し亜種が生み出され、感染を広げ続けているものの、ユーザからは気にならない存在になっている（実害もなくなっている）。

## 予見的であった点
『パワー・オフ』の執筆・発表当時に普及していたパーソナルコンピュータの利用環境では、ネットワークへの常時接続はまだ一般的でなく、また動的に活動する、コンピュータウィルスよりもむしろワームに属するプログラム（著名なワームとしては1988年のMorris wormがある）が繁殖する余地はほとんどなかった。
しかしこれらの事情は2000年前後を境に変化し、とくにMSBlastやCodeRed、Nimdaなどによって現実のものとなった。